# JR九州YC1系柴聯車
JR九州YC1系柴聯車（日语：YC1系気動車）是JR九州的柴聯車，於2020年3月14日投入服務。

## 簡介
列車与821系一起推出，目標是成为「強力的鐵路車輛（日语：やさしくて力持ちの鉄道車両）」。列車以「YC1系」为名，與其他列車不同的原因是，列車是全新開發，所以以「Yasashikute Chikaramochi」的首字母來命名。

2020年（令和2年）3月14日，改正了時刻表，列車開始於佐世保線（佐世保 - 早岐）、大村線、長崎本線（諫早 - 長崎）使用。

### 動力系統
採柴電混合动力，是以柴油引擎驅動三相感應發電機，產生三相交流電供馬達輸出動力，並搭配蓄電池的混合動力系統。蓄電池安裝在車頂上，用以儲存發電機產生電力的一部份，以及再生煞車產生的電力，提高能源使用效率，與日本國鐵時代制造的Kiha 66、67系相比，減少約20%的耗油量。開動時利用蓄電池的電力加速，時速超過約30-40公里/小時，柴油引擎才會啟動。滑行（惰行運轉）時降低引擎出力，如司機加速車輛時才提升出力。在車站停車時引擎熄火，但如果在停車狀態下蓄電量下降到一定程度，引擎會自動啟動並開始為電池充電，電池蓄電量達到預設程度時引擎就熄火。
萬一引擎故障，可關閉部分室內燈、停止冷暖氣，利用電池的剩餘電量，或從其他正常運轉的車輛引擎獲取電力來繼續運作，不過這時走行用馬達也停止出力，因此需要由其他車輛的動力牽引。

## 編成表

YC1系
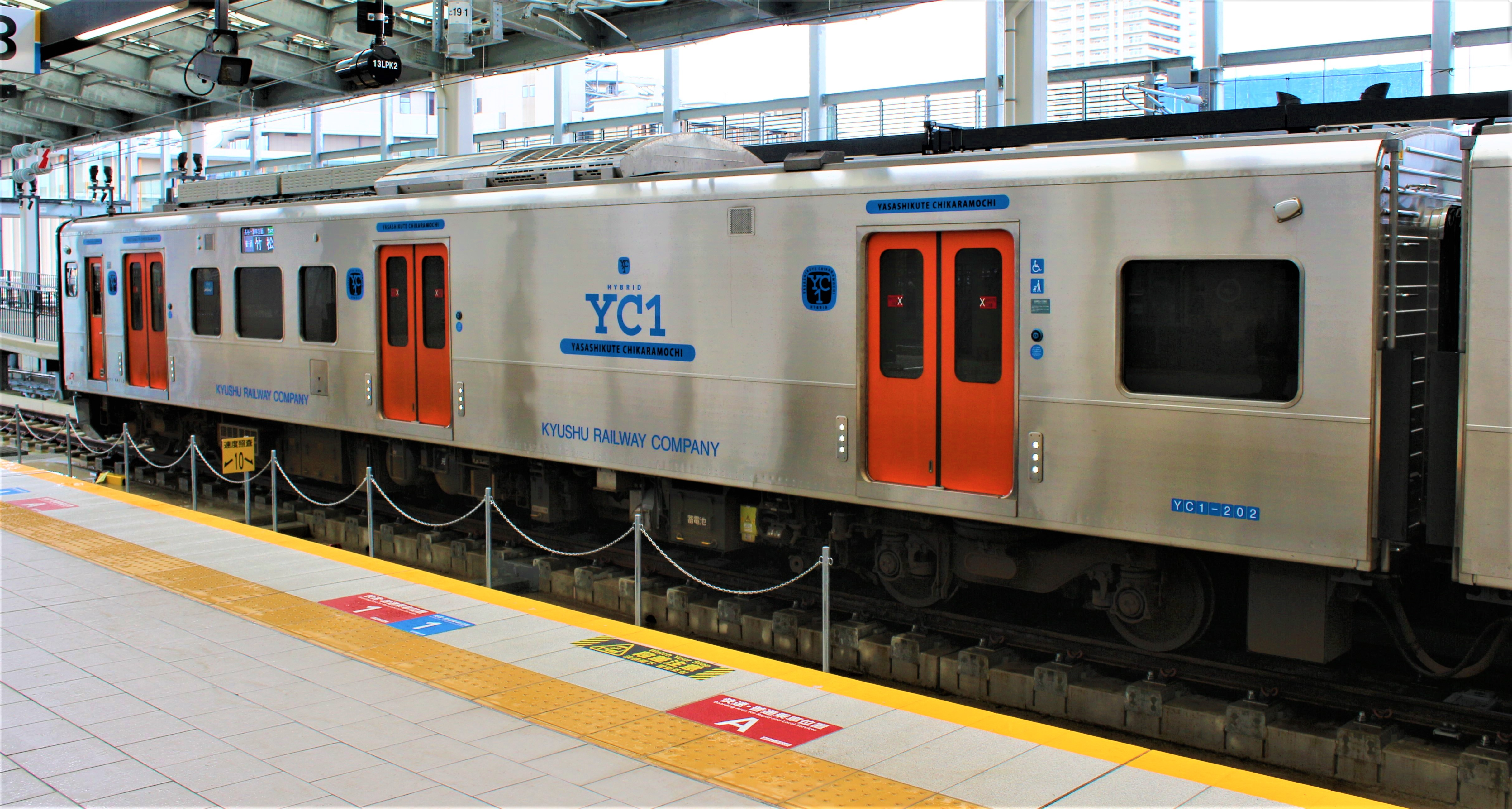
YC1-0
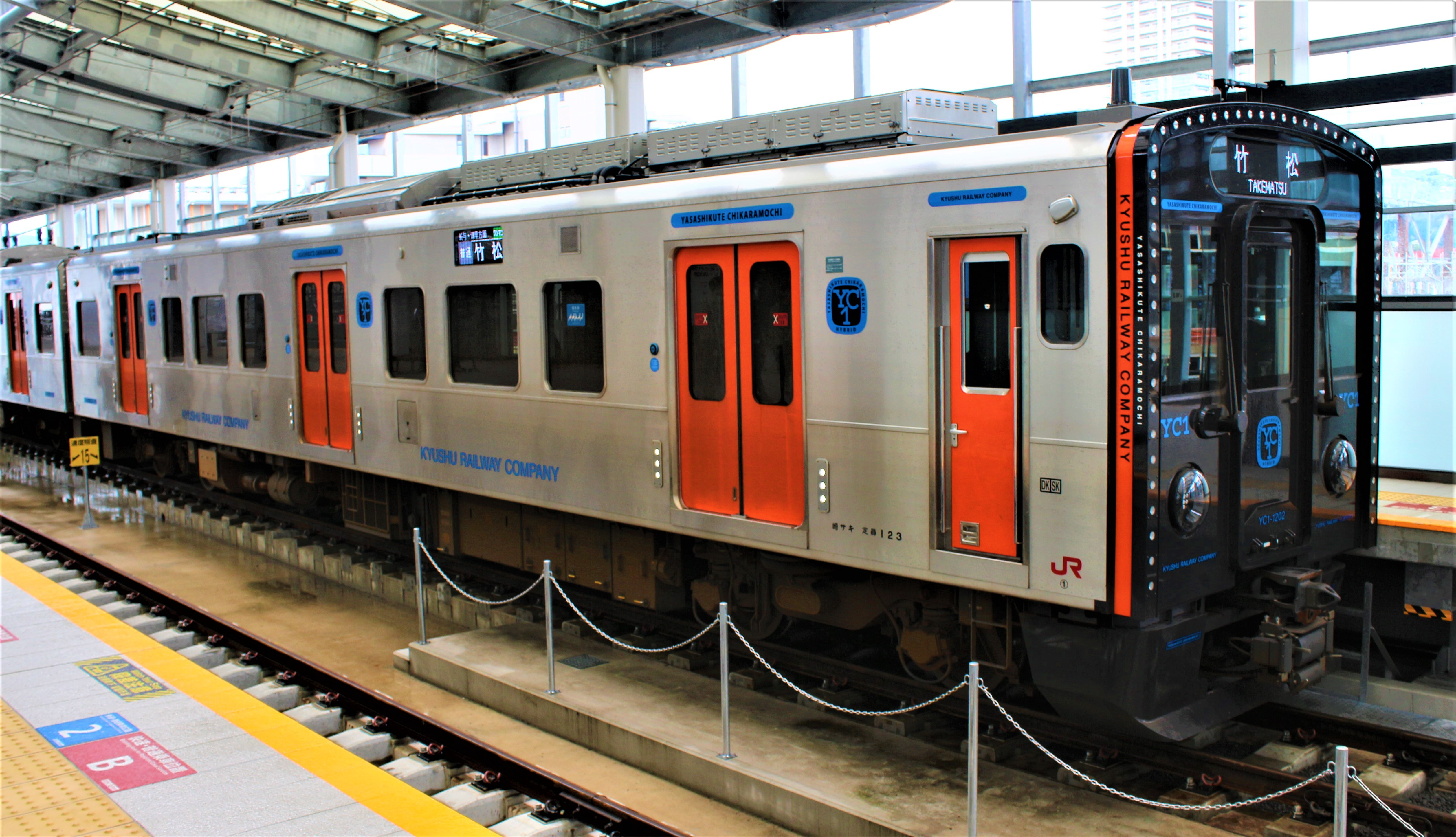
YC1-1000

| 車廂   | 1      | 2   |
| 型式   | M'c    | MC  |
| 設備   | 柴油機 |     |
| 車號   |        |     |
| 載客量 | 110    | 122 |

圖例：
- ：洗手間

- YC1系
- YC1-0
- YC1-1000

## 歷史
- 2018年（平成30年）
  - 1月26日：公开了「821系」及「YC1系」的存在[1]。
  - 6月1日 - 6月3日：量產先行車第1編成於川崎重工兵庫工場用甲種輸送運往早岐站[5]。
  - 10月5日：南福岡車輛區竹下車輛派出所與821系一起公開[6]。
- 2019年（平成31年）3月4日：早岐站 - 吉野裡公園站間進行試車[7]。
- 2020年（令和2年）
  - 2月19日 - 2月21日：量產車3編成（100番台及200番台）共6輛，由川崎重工兵庫工場用甲種輸送運往早岐站[8]。
  - 3月14日：列車正式投入服務[2][3]。
  - 5月21日、6月2日：增購了6列量產車，共12輛，由川崎重工兵庫工場用甲種輸送運往小倉總合車輛基地[9][10]。